# Slittino ai IX Giochi olimpici invernali - Singolo femminile
<
La competizione del singolo femminile di slittino ai IX Giochi olimpici invernali si è disputata nei giorni dal 30 gennaio al 4 febbraio 1964 sulla pista di Igls a Innsbruck.

## Classifica
| Pos.    | Atleta               | Nazione        | Manche  | Manche  | Manche | Manche | Totale  |
| Pos.    | Atleta               | Nazione        | I       | II      | III    | IV     | Totale  |
| ------- | -------------------- | -------------- | ------- | ------- | ------ | ------ | ------- |
| Oro     | Ortrun Enderlein     | Germania       | 51"13   | 51"12   | 50"87  | 51"55  | 3'24"67 |
| Argento | Ilse Geisler         | Germania       | 51"28   | 51"48   | 51"20  | 53"46  | 3'27"42 |
| Bronzo  | Helene Thurner       | Austria        | 52"08   | 52"08   | 52"42  | 52"48  | 3'29"06 |
| 4       | Irena Pawełczyk      | Polonia        | 52"81   | 52"42   | 52"47  | 52"82  | 3'30"52 |
| 5       | Barbara Gorgoń-Flont | Polonia        | 54"24   | 53"01   | 52"46  | 53"02  | 3'32"73 |
| 6       | Olina Hátlová-Tylová | Cecoslovacchia | 51"37   | 57"94   | 51"65  | 51"80  | 3'32"76 |
| 7       | Friederike Matejka   | Austria        | 53"61   | 52"98   | 53"94  | 54"15  | 3'34"68 |
| 8       | Helena Macher        | Polonia        | 53"15   | 54"50   | 54"55  | 53"67  | 3'35"87 |
| 9       | Hana Nesvadbová      | Cecoslovacchia | 53"56   | 53"45   | 54"67  | 54"42  | 3'36"10 |
| 10      | Minna Blüml          | Germania       | 56"87   | 53"80   | 52"33  | 53"32  | 3'36"32 |
| 11      | Ursula Amstein       | Svizzera       | 54"25   | 56"58   | 55"90  | 56"08  | 3'42"81 |
| 12      | Elisabeth Nagele     | Svizzera       | 55"28   | 55"10   | 57"61  | 55"30  | 3'43"29 |
| 13      | Erica Prugger        | Italia         | 55"24   | 1'27"28 | 54"98  | 55"69  | 4'13"19 |
| -       | Erika Außerdorfer    | Italia         | 56"03   | n/d     | n/d    | Rit.   | -       |
| -       | Antonia Lanthaler    | Austria        | 54"30   | Rit.    | n/d    | n/d    | -       |
| -       | Monika Lücker        | Svizzera       | 55"35   | Rit.    | n/d    | n/d    | -       |
| -       | Dee Hirschland       | Stati Uniti    | 1'26"06 | NP      | n/d    | n/d    | -       |